# Love Me (2024)
Love Me är en amerikansk postapokalyptisk romantikfilm från 2024 i regi av de filmdebuterande Sam och Andy Zuchero, med Kristen Stewart och Steven Yeun i huvudrollerna.

## Rollista
| Kristen Stewart | – Me/Deja  |
| Steven Yeun     | – Iam/Liam |